# Sandra Delannoy
Pour les articles homonymes, voir Delannoy.
Sandra Delannoy, née le 1er mai 1974 à Valenciennes, est une femme politique française. Membre du Rassemblement national (RN), elle est élue députée du Nord le 30 juin 2024.

## Biographie
Sandra Delannoy est artisan-torréfacteur de profession. Elle établit ses ateliers à Hon-Hergies et ouvre en avril 2019 un commerce à Maubeuge.
En parallèle de son activité professionnelle, Sandra Delannoy est élue conseillère régionale d’opposition dans les Hauts-de-France en 2021.
Candidate aux élections législatives de 2024 dans la troisième circonscription du Nord, elle gagne dès le premier tour face au député sortant Benjamin Saint-Huile avec 50,83 % des voix, sans s'y attendre et sans avoir tenu de meeting pendant la campagne.